# 後藤道夫 (科学ジャーナリスト)
後藤 道夫（ごとう みちお、1927年（昭和2年） - 2017年12月22日）は、日本の科学ジャーナリスト・サイエンスプロデューサー、科学教育研究家。平成記念かざこし子どもの森公園初代公園長、飯田市少年少女発明クラブ会長、東京の科学実験グループ「ガリレオ工房」名誉会員。

## 人物
長野県飯田市生まれ。東京理科大学理学部物理学科卒業。工学院大学附属高等学校で教諭を、工学院大学、東京都立大学 (1949-2011)、上智大学、明治大学などで講師を務める。
1992年に「青少年のための科学の祭典」を設立。科学技術館を中心とし、日本各地の80都市で行った。第1～4回、9回の全国大会実行委員長を務めた。
現在はサイエンスプロデューサーとして、各地で「親子科学教室」など開催するほか、飯田市科学教育ボランティアグループ「おもしろ科学工房」（平成13度組織化）スタッフとともに市内および下伊那郡内の小・中学校を対象に「巡回科学実験教室」（平成11年度スタート）を開設している。
73万部を記録するベストセラーとなった『子どもにウケる科学手品77』は、英語、中国語、タイ語、韓国語の四カ国語に訳され、海外に紹介されている。
科学技術の振興に対する長年の功績が認められ、2000年に科学技術庁長官賞を受賞した。

## 出演番組
- テレビ理科教室（NHK教育テレビ）
- みんなの科学（NHK教育テレビ）
- クイズ面白ゼミナール（NHK教育テレビ）
- やってみよう何でも実験（NHK教育テレビ）

## 著書
- 『理科授業に使える面白クイズ』明治図書出版、1989年、ISBN 4-18-622511-7
- 『理科授業に使える面白クイズ第２集』明治図書出版、1990年、ISBN 4-18-623207-5
- 『子どもにウケる科学手品77』講談社、1998年、ISBN 978-4-06-257234-7
- 『もっと子どもにウケる科学手品77』講談社、1999年、ISBN 978-4-06-257273-6